# Elecciones legislativas de Colombia de 2022
Las elecciones legislativas de Colombia de 2022 se realizaron el domingo 13 de marzo. En ellas se eligieron a los miembros de ambas cámaras del Congreso de Colombia para el periodo 2022-2026.
En el Senado de la República se eligió a 108 senadores, de los cuales 100 son de circunscripción nacional, dos de circunscripción especial indígena, cinco que representan al partido Comunes (tras lo acordado en el proceso de paz de La Habana), y un senador que será el candidato a la Presidencia de la República que ocupe el segundo lugar de las elecciones presidenciales.
En la Cámara de Representantes se eligieron 188 parlamentarios, de los cuales 161 corresponden a los 32 departamentos y al Distrito Capital, dos por la circunscripción de las comunidades afrodescendientes, uno por la circunscripción de las comunidades indígenas, uno para los raizales de San Andrés y Providencia, y uno por la circunscripción internacional. El número de representantes se completará con dieciséis representantes de las víctimas del conflicto, cinco del partido Comunes, y una última curul que se otorga a la fórmula vicepresidencial que ocupe el segundo lugar en las elecciones presidenciales.
Existió una controversia en los resultados debido a las discrepancias entre el preconteo y el escrutinio. En Colombia el preconteo es el resultado que reportan las mesas de votación el mismo día de las elecciones y que no son los resultados oficiales, mientras que el escrutinio son los resultados oficiales y vinculantes que se dan a conocer días después de la votación y que no son contabilizados por la registraduría sino por jueces de la república, notarios y  registradores de instrumentos públicos, y supervisados por observadores o testigos electorales. Históricamente ha habido pocas diferencias entre el preconteo y el escrutinio, sin embargo en estas elecciones existió un importante número de votos que no fueron contabilizados a la coalición Pacto Histórico por lo que se generaron controversias, algunos sectores hablaron de errores en la planificación como las formas de registro de los votos en los formularios (conocidos como E14) y la ubicación del Pacto Histórico en la boleta de conteo, que se consideraba desfavorable por sorteo. Mientras que otros hablaron de fraude electoral y pidieron la renuncia del registrador Alexander Vega.
El Pacto Histórico fue reportado con 16 curules en el senado durante el preconteo, sin embargo en el escrutinio los jurados electorales y jueces encontraron que no se contabilizaron alrededor de 500 mil votos de dicha colectividad por lo que se reportó que la colectividad alcanzó 20 curules en el senado.

## Sistema electoral
En las elecciones legislativas de Colombia de 2022 pueden votar los ciudadanos desde los 18 años en el puesto de votación donde se encuentre registrado dentro del mismo municipio de residencia. Los miembros de la Fuerza Pública no pueden deliberar en la votación.
Para ser elegido senador debe ser colombiano de nacimiento, ciudadano en ejercicio y tener más de treinta años de edad en la fecha de la elección. Para ser elegido representante se debe ser ciudadano en ejercicio y tener más de veinticinco años de edad en la fecha de la elección.
De los 108 senadores, 100 son elegidos de la circunscripción nacional, 2 corresponden a la circunscripción especial por comunidades indígenas, 5 en representación del movimiento político resultante de los Acuerdos de La Habana y 1 para el candidato presidencial que quede en segundo lugar en las elecciones presidenciales de Colombia de 2022.
Para la Cámara de Representantes cada departamento y el Distrito Capital tienen derecho a 2 curules y una más por cada 365 000 habitantes o fracción mayor de 182 500 que tengan en exceso sobre los primeros 365 000. En el caso del Archipiélago de San Andrés, Providencia y Santa Catalina, tienen una curul adicional correspondiente a la Comunidad Raizal. Sumado a lo anterior, se eligió 2 por la circunscripción de las comunidades afrodescendientes, 1 por la circunscripción de las comunidades indígenas, 1 por la circunscripción internacional y 16 por las circunscripciones transitorias especiales para la paz. Además de las curules resultantes de esta elección, existen 6 curules correspondientes a 5 para el movimiento político resultante de los Acuerdos de La Habana y 1 para el candidato vicepresidencial que quede en segundo lugar en las elecciones presidenciales de Colombia de 2022.
Para la distribución de las 100 curules de la circunscripción nacional del Senado se usará el Sistema D'Hondt con las agrupaciónes políticas que superen la barrera electoral del 3 % de los votos válidos siendo estos los votos por alguna de las listas y los votos en blanco por esta circunscripción. Para el resto de circunscripciones también se realiza bajo el Sistema D'Hondt con la barrera electoral del 50% del cociente electoral definido como los votos válidos dividido en el número de curules a asignar.

## Distribución de curules

### Senado de la República
| Circunscripción                                                      | Curules |
| -------------------------------------------------------------------- | ------- |
| Nacional                                                             | 100     |
| Representación política de Partido Comunes                           | 5       |
| Indígena                                                             | 2       |
| Estatuto de la oposición (Segundo candidato presidencial más votado) | 1       |
| Total                                                                | 108     |

1. ↑  Literal a, punto 3.2.1.2., Acuerdo Final para la Paz
2. ↑  Artículo 24 de la Ley 1909 de 2018; Artículo 1° del Acto legislativo 02 de 2015

### Cámara de Representantes
| Circunscripción                                                          | Curules |
| ------------------------------------------------------------------------ | ------- |
| Territorial                                                              | 161     |
| Transitoria especial de paz                                              | 16      |
| Representación política de Comunes                                       | 5       |
| Indígena                                                                 | 1       |
| Consejos comunitarios afrocolombianos                                    | 2       |
| Colombianos en exterior                                                  | 1       |
| Comunidad Raizal                                                         | 1       |
| Estatuto de la oposición (Segundo candidato vicepresidencial más votado) | 1       |
| Total                                                                    | 188     |

1. ↑  Artículo 1° del Acto legislativo 02 de 2021[12]
2. ↑  Literal a, punto 3.2.1.2., Acuerdo Final para la Paz
3. ↑  Artículo 6 del Acto legislativo 02 de 2015
4. ↑  La Curul raizal para la cámara de representantes quedará vacía nuevamente en el periodo 2022 - 2026
5. ↑  Artículo 24 de la Ley 1909 de 2018; Artículo 1° del Acto legislativo 02 de 2015

Este es un listado de las listas al Congreso que se han presentado, ya sea por medio de partidos políticos con personería jurídica, o grupos significativos de ciudadanos (G.S.C) que se sumarán al proceso de recolección de firmas. Están organizados de acuerdo con su posición en la tarjeta electoral.
| #  | Coalición, partido o movimiento                                | Coalición, partido o movimiento | Ideología                                                                                 | Tipo    | Cabeza de lista al Senado |
| -- | -------------------------------------------------------------- | ------------------------------- | ----------------------------------------------------------------------------------------- | ------- | ------------------------- |
| 1  | Partido Comunes                                                |                                 | - Feminismo                                                                               | Cerrada | Carlos Antonio Lozada     |
| 2  | Coalición Alianza Verde y Centro Esperanza                     |                                 | - Socialdemocracia                                                                        | Abierta | Humberto de La Calle      |
| 3  | Fuerza Ciudadana - la Fuerza del Cambio                        |                                 | - Democracia digital                                                                      | Abierta | Gilberto Tobón Sanín      |
| 4  | Partido Cambio Radical                                         |                                 | - Conservadurismo                                                                         | Abierta | David Luna                |
| 5  | Movimiento Nacional Sector Organizado de la Salud SOS Colombia |                                 | - Política de un solo asunto                                                              | Cerrada | Carolina McCormick        |
| 6  | Partido Nuevo Liberalismo                                      |                                 | - Liberalismo cultural                                                                    | Cerrada | Mabel Lara                |
| 7  | Estamos Listas Colombia                                        |                                 | - Feminismo                                                                               | Cerrada | Elizabeth Giraldo         |
| 8  | Movimiento Unitario Metapolítico                               |                                 | - Conservadurismo social                                                                  | Cerrada | Luis Alejandro Guzmán     |
| 9  | Coalición MIRA – Colombia Justa Libres                         |                                 | - Comunitarismo                                                                           | Abierta | Ana Paola Agudelo         |
| 10 | Partido Liberal Colombiano                                     |                                 | - Progresismo                                                                             | Abierta | Lidio García Turbay       |
| 11 | Movimiento Gente Nueva                                         |                                 | - Nacionalismo económico                                                                  | Cerrada | Luis Eduardo de la Hoz    |
| 12 | Movimiento de Salvación Nacional                               |                                 | - Conservadurismo social                                                                  | Cerrada | José Miguel Santamaría    |
| 13 | Partido Centro Democrático                                     |                                 | - Populismo de derecha                                                                    | Abierta | Miguel Uribe Turbay       |
| 14 | Partido Conservador Colombiano                                 |                                 | - Conservadurismo - Conservadurismo social - Democracia cristiana - Liberalismo económico | Abierta | Efraín Cepeda             |
| 15 | Partido de la Unión por la Gente "Partido de la U"             |                                 | - Populismo de derecha                                                                    | Abierta | Caterine Ibargüen         |
| 16 | Pacto Histórico                                                |                                 | - Socialdemocracia                                                                        | Cerrada | Gustavo Bolívar           |

| # | Coalición, partido o movimiento                                            | Coalición, partido o movimiento | Tipo    | Cabeza de lista al Senado |
| - | -------------------------------------------------------------------------- | ------------------------------- | ------- | ------------------------- |
| 1 | Asociación de Cabildos Indígenas por Colombia                              |                                 | Cerrada | Lot Usiel Villazón        |
| 2 | Democracia desde abajo La Palma                                            |                                 | Cerrada | Luz Marina Moronbia       |
| 3 | Partido Indígena Colombiano P.I.C.                                         |                                 | Abierta | Marcelino Chindoy         |
| 4 | Movimiento Alternativo Indígena y Social "MAIS"                            |                                 | Abierta | Aída María Quilcue        |
| 5 | Mandato Ambiental                                                          |                                 | Abierta | Juan Francisco Almendra   |
| 6 | Asociación Nacional de Cabildos y Autoridades Indígenas en Colombia ANICOL |                                 | Cerrada | Jhony Aparicio            |
| 7 | Resguardo Campo Alegre                                                     |                                 | Cerrada | Nelson de Jesús López     |
| 8 | Movimiento Autoridades Indígenas de Colombia "AICO"                        |                                 | Abierta | Polivio Leandro Rosales   |
| 9 | O.S.A. Organización Sociopolítica Ancestral                                |                                 | Cerrada | Gustavo Adolfo Martínez   |

### Sin personería
Muchos partidos y movimientos políticos que hacen parte de las coaliciones que se presentarán en listas al Congreso en 2022 no tienen personería jurídica, es decir, el Consejo Nacional Electoral no los reconoce oficialmente. Este es el caso del Partido del Trabajo de Colombia, Compromiso Ciudadano, En Marcha, o Solidaridad, entre otros.

## Resultados

### Senado de la República
| Partido o movimiento                                                                 | Candidato más votado                 | Votos      | Porcentaje | Escaños |
| ------------------------------------------------------------------------------------ | ------------------------------------ | ---------- | ---------- | ------- |
| Pacto Histórico                                                                      | Lista cerrada                        | 2 880 254  | 16.95%     | 20      |
| Partido Conservador                                                                  | Nadia Georgette Blel Scaff           | 2 238 678  | 13.18%     | 15      |
| Partido Liberal                                                                      | Lidio Arturo García Turbay           | 2 112 528  | 12.43%     | 14      |
| Coalición Alianza Verde y Centro Esperanza                                           | Jonathan Ferney Pulido Hernández     | 1 958 369  | 11.53%     | 13      |
| Centro Democrático                                                                   | Miguel Uribe Turbay                  | 1 949 905  | 11.48%     | 13      |
| Cambio Radical                                                                       | David Andrés Luna Sánchez            | 1 609 173  | 9.47%      | 11      |
| Partido de la U                                                                      | Juan Carlos Garcés Rojas             | 1 506 567  | 8.87%      | 10      |
| Coalición MIRA – Colombia Justa Libres                                               | Beatriz Lorena Ríos Cuellar          | 584 806    | 3.44%      | 4       |
| Fuerza Ciudadana                                                                     | Gilberto Tobón Sanín                 | 431 166    | 2.54%      | 0       |
| Nuevo Liberalismo                                                                    | Lista cerrada                        | 368 345    | 2.17%      | 0       |
| Estamos Listas                                                                       | Lista cerrada                        | 115 120    | 0.68%      | 0       |
| Movimiento Nacional SOS Colombia                                                     | Lista cerrada                        | 56 767     | 0.33%      | 0       |
| Movimiento Gente Nueva                                                               | Lista cerrada                        | 37 063     | 0.22%      | 0       |
| Salvación Nacional                                                                   | Lista cerrada                        | 31 289     | 0.18%      | 0       |
| Comunes                                                                              | Lista cerrada                        | 25 708     | 0.15%      | 5       |
| Movimiento Unitario Metapolítico                                                     | Lista cerrada                        | 12 165     | 0.07%      | 0       |
| Votos en blanco                                                                      | Votos en blanco                      | 1 072 401  | 6.31%      |         |
| Votos nulos                                                                          | Votos nulos                          | 740 139    |            |         |
| Votos no marcados                                                                    | Votos no marcados                    | 530 581    |            |         |
| Total votos circunscripción nacional                                                 | Total votos circunscripción nacional | 18 261 024 | 100%       | 100     |
| Fuente: Registraduría Nacional del Estado Civil                                      |                                      |            |            |         |
| Nota: Solo se tienen en cuenta las curules elegidas por la Circunscripción Nacional. |                                      |            |            |         |

| Partido o movimiento                                                | Candidato más votado                 | Votos   | Porcentaje | Escaños |
| ------------------------------------------------------------------- | ------------------------------------ | ------- | ---------- | ------- |
| Movimiento Alternativo Indígena Social                              | Aida Marina Quilcue Vivas            | 89 199  | 30.40%     | 1       |
| Movimiento Autoridades Indígenas de Colombia                        | Polivio Leandro Rosales Cadena       | 63 373  | 21.60%     | 1       |
| Partido Indígena Colombiano                                         | Marcelino Chindoy Chicunque          | 28 312  | 9.65%      | 0       |
| Mandato Ambiental                                                   | Miguel Chindoy Buesaquillo           | 14 825  | 5.05%      | 0       |
| Asociación de Cabildos Indígenas por Colombia                       | Lista cerrada                        | 13 580  | 4.63%      | 0       |
| Resguardo Campo Alegre                                              | Lista cerrada                        | 4 749   | 1.62%      | 0       |
| Asociación Nacional de Cabildos y Autoridades Indígenas en Colombia | Lista cerrada                        | 3 757   | 1.28%      | 0       |
| Organización Sociopolítica Ancestral                                | Lista cerrada                        | 2 052   | 0.70%      | 0       |
| Democracia desde abajo La Palma                                     | Lista cerrada                        | 1 580   | 0.54%      | 0       |
| Votos en blanco                                                     | Votos en blanco                      | 71 978  | 24.53%     |         |
| Votos nulos                                                         | Votos nulos                          | 44 088  |            |         |
| Votos no marcados                                                   | Votos no marcados                    | 38 215  |            |         |
| Total votos circunscripción indígena                                | Total votos circunscripción indígena | 375 708 | 100%       | 2       |
| Fuente: Registraduría Nacional del Estado Civil                     |                                      |         |            |         |

     Partidos o movimientos que no superaron el umbral (3% de los votos válidos correspondientes a votos por listas y voto en blanco).

### Senadores electos
El orden de la lista obedece a la votación obtenida por cada senador dentro de su partido.
| Senador Electo                                             | Partido                        | Votos     |
| ---------------------------------------------------------- | ------------------------------ | --------- |
| Gustavo Bolívar Moreno                                     | Coalición Pacto Histórico      | 2.880.254 |
| Maria José Pizarro Rodríguez                               | Coalición Pacto Histórico      | 2.880.254 |
| Alexander López Maya                                       | Coalición Pacto Histórico      | 2.880.254 |
| Ayda Yolanda Avella Esquivel                               | Coalición Pacto Histórico      | 2.880.254 |
| Roy Leonardo Barreras Montealegre                          | Coalición Pacto Histórico      | 2.880.254 |
| Martha Isabel Peralta Epieyu                               | Coalición Pacto Histórico      | 2.880.254 |
| Ivan Cepeda Castro                                         | Coalición Pacto Histórico      | 2.880.254 |
| Piedad Esneda Córdoba Ruiz                                 | Coalición Pacto Histórico      | 2.880.254 |
| Pedro Hernando Flórez Porras                               | Coalición Pacto Histórico      | 2.880.254 |
| Isabel Cristina Zuleta López                               | Coalición Pacto Histórico      | 2.880.254 |
| Alex Xavier Flórez Hernández                               | Coalición Pacto Histórico      | 2.880.254 |
| Clara Eugenia López Obregón                                | Coalición Pacto Histórico      | 2.880.254 |
| Robert Daza Guevara                                        | Coalición Pacto Histórico      | 2.880.254 |
| Yuly Esmeralda Hernández Silva                             | Coalición Pacto Histórico      | 2.880.254 |
| Wilson Neber Arias Castillo                                | Coalición Pacto Histórico      | 2.880.254 |
| Gloria Inés López Schneider                                | Coalición Pacto Histórico      | 2.880.254 |
| César Augusto Pachón Achury                                | Coalición Pacto Histórico      | 2.880.254 |
| Sandra Yaneth Jaimes Cruz                                  | Coalición Pacto Histórico      | 2.880.254 |
| Paulino Riascos Riascos                                    | Coalición Pacto Histórico      | 2.880.254 |
| Jael Quiroga Carrillo                                      | Coalición Pacto Histórico      | 2.880.254 |
| Nadya Georgette Blel Scaff                                 | Partido Conservador Colombiano | 173.956   |
| Carlos Andrés Trujillo González                            | Partido Conservador Colombiano | 161.939   |
| Marcos Daniel Pineda García                                | Partido Conservador Colombiano | 157.323   |
| Efraín José Cepeda Sarabia                                 | Partido Conservador Colombiano | 132.284   |
| Fuente: Registraduria Nacional del Estado Civil, El Tiempo |                                |           |

### Cámara de Representantes
| Partido o movimiento | Candidato más votado             | Votos     | Porcentaje | Escaños |
| --- | -------------------------------- | --------- | ---------- | ------- |
| Partido Liberal | Jezmi Lizeth Barraza Arraut      | 2 335 426 | 14,08%     | 32      |
| Pacto Histórico | Lista cerrada                    | 2 922 409 | 17,62%     | 27      |
| Partido Conservador | Yamil Hernando Arana Padaui      | 2 068 076 | 12,47%     | 25      |
| Centro Democrático | Andrés Eduardo Forero Molina     | 1 692 491 | 10,20%     | 16      |
| Cambio Radical | Gersel Luis Pérez Altamirano     | 1 319 437 | 7,95%      | 16      |
| Partido de la U | Saray Elena Robayo Bechara       | 1 439 579 | 8,68%      | 15      |
| Alianza Verde | Luvi Katherine Miranda Peña      | 1 093 836 | 6,59%      | 11      |
| Coalición Centro Esperanza | Daniel Carvalho Mejía            | 445 549   | 2,69%      | 2       |
| Coalición MIRA – Colombia Justa Libres | Irma Luz Herrera Rodríguez       | 288 617   | 1.74%      | 1       |
| Nuevo Liberalismo | Julia Miranda Londoño            | 282 271   | 1.70%      | 1       |
| Grupo Significativo de Ciudadanos Liga de Gobernantes Anticorrupción                                                                              | Lista cerrada                    | 172 342   | 1,04%      | 2       |
| Coalición Pacto Histórico – Alianza Verde | Santiago Osorio Martin           | 149 218   | 0,90%      | 2       |
| Coalición Cambio Radical – MIRA – Colombia Justa Libres                                                                                           | Mauricio Parodi Díaz             | 136 622   | 0.82%      | 1       |
| Coalición Partido Conservador – Partido de la U                                                                                                   | Juan Carlos Wills Ospina         | 111 497   | 0.67%      | 1       |
| Coalición Partido Conservador – Centro Democrático                                                                                                | Luis David Suárez Chadid         | 99 138    | 0.60%      | 1       |
| Coalición Cambio Radical – MIRA | Óscar Rodrigo Campo Hurtado      | 84 704    | 0,51%      | 1       |
| Fuerza Ciudadana | Ingrid Johanna Aguirre Juvinao   | 71 075    | 0,43%      | 1       |
| Coalición Partido Liberal – Colombia Justa Libres                                                                                                 | Carlos Felipe Quintero Ovalle    | 68 468    | 0,41%      | 1       |
| Colombia Renaciente | Jorge Alberto Cerchiaro Figueroa | 62 490    | 0,38%      | 1       |
| Alternativos (Alianza Verde – Polo Democrático Alternativo)                                                                                       | Alejandro García Ríos            | 60 527    | 0,36%      | 2       |
| Coalición Partido de la U – MIRA – Colombia Justa Libres                                                                                          |                                  | 60 412    | 0.36%      | 0       |
| Coalición Cambio Radical – Colombia Justa Libres                                                                                                  |                                  | 58 674    | 0.35%      | 0       |
| MIRA |                                  | 56 911    | 0,34%      | 0       |
| Gente en Movimiento | Wilder Iberson Escobar           | 54 933    | 0,33%      | 1       |
| Salvación Nacional |                                  | 38 123    | 0,23%      | 0       |
| Juntos por Caldas (ASI – Dignidad – Nuevo Liberalismo – MIRA)                                                                                     | Juan Sebastián Gómez González    | 36 479    | 0,22%      | 1       |
| Coalición Cambio Radical – MIRA – Colombia Justa Libres – Partido de la U                                                                         |                                  | 34 743    | 0.21%      | 0       |
| Coalición MIRA – Colombia Justa Libres – Centro Democrático                                                                                       |                                  | 32 514    | 0.20%      | 0       |
| Alianza Verde y Pacto Histórico |                                  | 31 873    | 0,19%      | 0       |
| Coalición Partido de la U – MIRA – Colombia Justa Libres – ASI                                                                                    |                                  | 30 022    | 0.18%      | 0       |
| Coalición Partido Conservador – MIRA – Colombia Justa Libres                                                                                      |                                  | 29 947    | 0.18%      | 0       |
| Colombia Humana |                                  | 29 845    | 0.18%      | 0       |
| Coalición Partido Conservador – Colombia Justa Libres – Salvación Nacional                                                                        |                                  | 24 162    | 0.15%      | 0       |
| Comunes | Lista cerrada                    | 21 423    | 0,13%      | 5       |
| Coalición MIRA – Colombia Justa Libres – Salvación Nacional                                                                                       |                                  | 18 165    | 0.11%      | 0       |
| Dignidad |                                  | 16 431    | 0,10%      | 0       |
| ASI |                                  | 12 765    | 0,08%      | 0       |
| Coalición MIRA – Centro Democrático |                                  | 11 688    | 0,07%      | 0       |
| Coalición Partido de la U – MIRA – Cambio Radical                                                                                                 |                                  | 9 549     | 0,06%      | 0       |
| Coalición Partido de la U – Colombia Justa Libres                                                                                                 | Carlos Alberto Bryan Uribe       | 6 612     | 0,04%      | 1       |
| El Cambio Soy Yo Movimiento Digital |                                  | 6 234     | 0,04%      | 0       |
| Coalición Partido Liberal – ASI |                                  | 4 018     | 0,02%      | 0       |
| Fuerza Colombia (Colombia Renaciente – ASI) |                                  | 2 371     | 0,01%      | 0       |
| Coalición Salvación Nacional – Colombia Justa Libres                                                                                              |                                  | 18 165    | 0,01%      | 0       |
| Movimiento Autoridades Indígenas de Colombia |                                  | 629       | 0,00%      | 0       |
| Colombia Justa Libres |                                  | 41        | 0,00%      | 0       |
| Fuente: Registraduría Nacional del Estado Civil (enlace roto disponible en Internet Archive; véase el historial, la primera versión y la última). |                                  |           |            |         |
| Nota: Solo se tienen en cuenta las curules elegidas por las Circunscripciones Territoriales y faltan Indígena y Afrodescendientes.                |                                  |           |            |         |

| Partido o movimiento                                                                 | Candidato más votado     | Votos  | Porcentaje | Escaños |
| ------------------------------------------------------------------------------------ | ------------------------ | ------ | ---------- | ------- |
| Consejo Comunitario de Palenque Vereda las Trescientas y Galapa (Partido Demócrata)  | Ana Rogelia Monsalve     | 62.329 | 13.08%     | 1       |
| Consejo Comunitario de Comunidades Negras Fernando Ríos Hidalgo (Partido Ecologista) | Miguel Abraham Polo Polo | 35.253 | 7.40%      | 1       |

| Partido o movimiento                                                       | Candidato más votado              | Votos  | Porcentaje | Escaños |
| -------------------------------------------------------------------------- | --------------------------------- | ------ | ---------- | ------- |
| Movimiento Alternativo Indígena Social                                     | Norman Davíd Bañol Álvarez        | 84 637 | 42,25%     | 1       |
| Autoridades Indígenas de Colombia                                          | Dualter Gutiérrez Cabiche         | 27 089 | 13,52%     | 0       |
| Partido Indígena Colombiano                                                | María Yolanda Figueroa Celís      | 18 828 | 9,40%      | 0       |
| Asociación Nacional de Cabildos y Autoridades Indígenas en Colombia Anicol | Ermes Rafael Urzola de la Barrera | 7 957  | 3,97%      | 0       |
| Cabildo Indígena Aywjawashi                                                | Salomon Rafael Ruíz Bertel        | 7 870  | 3,92%      | 0       |
| Resguardo Indígena Alta y Media Guajira                                    | Lista cerrada                     | 5 556  | 2,77%      | 0       |
| Resguardo Indígena Zenú del Alto San Jorge                                 | Lista cerrada                     | 2 900  | 1,44%      | 0       |

| Departamento | Partido Liberal | Pacto Histórico | Partido Conservador | Centro Democrático | Cambio Radical | Partido de la U | Alianza Verde | Centro Esperanza | Grupo Significativo de Ciudadanos Liga de Gobernantes Anticorrupción | Alternativos (AV-PDA) | Pacto Histórico-A.Verde | CJL-MIRA | Nuevo Liberalismo | CR-CJL-MIRA | PC-PU | PC-CD | CR-MIRA | PL-CJL | Fuerza Ciudadana | Colombia Renaciente | Gente en Movimiento | Juntos por Caldas | PU-CJL | MAIS | Vamos Juntos | Polo a Polo | Total |
| --- | --------------- | --------------- | ------------------- | ------------------ | -------------- | --------------- | ------------- | ---------------- | -------------------------------------------------------------------- | --------------------- | ----------------------- | -------- | ----------------- | ----------- | ----- | ----- | ------- | ------ | ---------------- | ------------------- | ------------------- | ----------------- | ------ | ---- | ------------ | ----------- | ----- |
| Amazonas | 1               | 0               | 0                   | 1                  | 0              | 0               | 0             | 0                |                                                                      |                       |                         | 0        | 0                 |             |       |       | 0       | 0      | 0                | 0                   |                     |                   |        |      |              |             | 2     |
| Antioquia | 3               | 2               | 3                   | 5                  | 0              | 0               | 2             | 1                | 0                                                                    | 0                     | 1                       | 0        | 0                 | 0           | 0     | 17    |         |        |                  |                     |                     |                   |        |      |              |             |       |
| Arauca | 1               | 0               | 0                   | 0                  | 1              | 0               | 0             | 0                | 0                                                                    | 0                     |                         | 0        | 0                 | 0           | 0     | 2     |         |        |                  |                     |                     |                   |        |      |              |             |       |
| Atlántico | 2               | 1               | 1                   | 0                  | 3              | 0               | 0             | 0                | 0                                                                    | 0                     | 0                       | 0        | 0                 | 0           | 7     |       |         |        |                  |                     |                     |                   |        |      |              |             |       |
| Bogotá | 1               | 7               | 0                   | 2                  | 1              | 0               | 3             | 1                | 1                                                                    | 1                     | 1                       | 0        | 0                 | 0           | 0     | 18    |         |        |                  |                     |                     |                   |        |      |              |             |       |
| Bolívar | 1               | 1               | 4                   | 0                  | 0              | 0               | 0             | 0                | 0                                                                    | 0                     |                         | 0        | 0                 | 0           | 0     | 6     |         |        |                  |                     |                     |                   |        |      |              |             |       |
| Boyacá | 1               | 1               | 1                   | 1                  | 0              | 0               | 2             | 0                | 0                                                                    | 0                     | 0                       | 0        | 0                 | 0           | 6     |       |         |        |                  |                     |                     |                   |        |      |              |             |       |
| Caldas | 1               | 0               | 1                   | 0                  | 0              | 0               | 0             | 0                | 1                                                                    | 0                     | 0                       | 0        | 0                 | 0           | 0     | 1     | 1       | 5      |                  |                     |                     |                   |        |      |              |             |       |
| Caquetá | 1               | 0               | 1                   | 0                  | 0              | 0               | 0             | 0                | 0                                                                    | 0                     | 0                       | 0        | 0                 | 0           | 0     |       |         | 2      |                  |                     |                     |                   |        |      |              |             |       |
| Casanare | 1               | 0               | 0                   | 1                  | 0              | 0               | 0             | 0                |                                                                      | 0                     | 0                       | 0        | 0                 | 0           | 0     | 2     |         |        |                  |                     |                     |                   |        |      |              |             |       |
| Cauca | 1               | 2               | 0                   | 0                  | 0              | 0               | 0             | 0                | 0                                                                    | 0                     | 1                       | 0        | 0                 | 0           | 4     |       |         |        |                  |                     |                     |                   |        |      |              |             |       |
| Cesar | 0               | 0               | 2                   | 0                  | 0              | 1               | 0             | 0                | 0                                                                    | 0                     | 0                       | 1        | 0                 | 0           | 4     |       |         |        |                  |                     |                     |                   |        |      |              |             |       |
| Chocó | 1               | 0               | 0                   | 0                  | 0              | 1               | 0             | 0                | 0                                                                    | 0                     | 0                       | 0        | 0                 | 0           | 2     |       |         |        |                  |                     |                     |                   |        |      |              |             |       |
| Córdoba | 1               | 0               | 2                   | 0                  | 0              | 2               | 0             | 0                | 0                                                                    | 0                     | 0                       | 0        | 0                 | 0           | 5     |       |         |        |                  |                     |                     |                   |        |      |              |             |       |
| Cundinamarca | 1               | 2               | 1                   | 0                  | 1              | 1               | 1             | 0                | 0                                                                    | 0                     | 0                       | 0        | 0                 | 0           | 7     |       |         |        |                  |                     |                     |                   |        |      |              |             |       |
| Guainía | 0               | 0               | 0                   | 0                  | 1              | 1               | 0             | 0                | 0                                                                    | 0                     | 0                       | 0        | 0                 | 0           | 2     |       |         |        |                  |                     |                     |                   |        |      |              |             |       |
| Guaviare | 1               | 0               | 1                   | 0                  | 0              | 0               | 0             | 0                | 0                                                                    | 0                     | 0                       | 0        | 0                 | 0           | 2     |       |         |        |                  |                     |                     |                   |        |      |              |             |       |
| Huila | 1               | 1               | 0                   | 0                  | 2              | 0               | 0             | 0                | 0                                                                    | 0                     | 0                       | 0        | 0                 | 0           | 4     |       |         |        |                  |                     |                     |                   |        |      |              |             |       |
| La Guajira | 0               | 0               | 1                   | 0                  | 0              | 0               | 0             | 0                | 0                                                                    | 0                     | 0                       | 0        | 0                 | 1           | 2     |       |         |        |                  |                     |                     |                   |        |      |              |             |       |
| Magddalena | 1               | 0               | 0                   | 1                  | 1              | 1               | 0             | 0                | 0                                                                    | 0                     | 0                       | 0        | 1                 | 0           | 5     |       |         |        |                  |                     |                     |                   |        |      |              |             |       |
| Meta | 0               | 1               | 0                   | 0                  | 1              | 0               | 1             | 0                | 0                                                                    | 0                     | 0                       | 0        | 0                 | 0           | 3     |       |         |        |                  |                     |                     |                   |        |      |              |             |       |
| Nariño | 0               | 1               | 2                   | 0                  | 1              | 1               | 0             | 0                | 0                                                                    | 0                     | 0                       | 0        | 0                 | 0           | 5     |       |         |        |                  |                     |                     |                   |        |      |              |             |       |
| Norte de Santander | 1               | 0               | 1                   | 1                  | 1              | 1               | 0             | 0                | 0                                                                    | 0                     | 0                       | 0        | 0                 | 0           | 5     |       |         |        |                  |                     |                     |                   |        |      |              |             |       |
| Putumayo | 1               | 1               | 0                   | 0                  | 0              | 0               | 0             | 0                | 0                                                                    | 0                     | 0                       | 0        | 0                 | 0           | 2     |       |         |        |                  |                     |                     |                   |        |      |              |             |       |
| Quindío | 2               | 0               | 0                   | 0                  | 1              | 0               | 0             | 0                | 0                                                                    | 0                     | 0                       | 0        | 0                 | 0           | 3     |       |         |        |                  |                     |                     |                   |        |      |              |             |       |
| Risaralda | 2               | 0               | 0                   | 0                  | 0              | 0               | 0             | 0                | 2                                                                    | 0                     | 0                       | 0        | 0                 | 0           | 0     | 4     |         |        |                  |                     |                     |                   |        |      |              |             |       |
| San Andrés | 1               | 0               | 0                   | 0                  | 0              | 0               | 0             | 0                |                                                                      | 0                     | 0                       | 0        | 0                 | 0           | 0     | 1     | 2       |        |                  |                     |                     |                   |        |      |              |             |       |
| Santander | 1               | 1               | 1                   | 1                  | 0              | 0               | 1             | 0                | 2                                                                    | 0                     | 0                       | 0        | 0                 | 0           | 0     |       | 7       |        |                  |                     |                     |                   |        |      |              |             |       |
| Sucre | 1               | 0               | 0                   | 0                  | 0              | 1               | 0             | 0                |                                                                      | 0                     | 0                       | 1        | 0                 | 0           | 0     | 0     | 3       |        |                  |                     |                     |                   |        |      |              |             |       |
| Tolima | 1               | 0               | 3                   | 1                  | 0              | 0               | 0             | 0                | 1                                                                    | 0                     | 0                       |          | 0                 | 0           | 0     | 0     | 6       |        |                  |                     |                     |                   |        |      |              |             |       |
| Valle del Cauca | 2               | 5               | 0                   | 1                  | 1              | 3               | 1             | 0                | 0                                                                    | 0                     | 0                       | 0        | 0                 | 0           | 0     | 13    |         |        |                  |                     |                     |                   |        |      |              |             |       |
| Vaupés | 0               | 0               | 0                   | 1                  | 0              | 1               | 0             | 0                | 0                                                                    | 0                     | 0                       | 0        | 0                 | 0           | 0     | 2     |         |        |                  |                     |                     |                   |        |      |              |             |       |
| Vichada | 0               | 0               | 0                   | 0                  | 1              | 1               | 0             | 0                | 0                                                                    | 0                     | 0                       | 0        | 0                 | 0           | 0     | 2     |         |        |                  |                     |                     |                   |        |      |              |             |       |
| C. Internacional | 0               | 1               | 0                   | 0                  | 0              | 0               | 0             | 0                |                                                                      |                       |                         | 0        | 0                 |             |       |       |         |        |                  | 0                   |                     |                   |        |      | 1            |             |       |
| C. Indígena |                 |                 |                     |                    |                |                 |               |                  |                                                                      |                       |                         |          |                   |             |       |       |         |        |                  |                     |                     |                   |        | 1    |              |             | 1     |
| C. Afrodescendientes |                 | 1               | 1                   | 2                  |                |                 |               |                  |                                                                      |                       |                         |          |                   |             |       |       |         |        |                  |                     |                     |                   |        |      |              |             |       |
| Total | 32              | 27              | 25                  | 16                 | 16             | 15              | 11            | 2                | 2                                                                    | 2                     | 2                       | 1        | 1                 | 1           | 1     | 1     | 1       | 1      | 1                | 1                   | 1                   | 1                 | 1      | 1    | 1            | 1           | 1645  |
| Fuente: Registraduría Nacional del Estado Civil (enlace roto disponible en Internet Archive; véase el historial, la primera versión y la última). |                 |                 |                     |                    |                |                 |               |                  |                                                                      |                       |                         |          |                   |             |       |       |         |        |                  |                     |                     |                   |        |      |              |             |       |
| 99.41% escrutadoVotos por Departamento y Circunscripción (Cámara)                                                                                 |                 |                 |                     |                    |                |                 |               |                  |                                                                      |                       |                         |          |                   |             |       |       |         |        |                  |                     |                     |                   |        |      |              |             |       |

#### Amazonas
| Partido o movimiento político                              | Votos  | %       | Curules |
| ---------------------------------------------------------- | ------ | ------- | ------- |
| Partido Liberal                                            | 9 509  | 38,30%  | 1       |
| Partido Centro Democrático                                 | 5 429  | 21,86%  | 1       |
| Partido de la U                                            | 4 752  | 19,14%  | 0       |
| Pacto Histórico                                            | 2 659  | 10,71%  | 0       |
| Partido Conservador                                        | 1 236  | 4,97%   | 0       |
| Coalición Centro Esperanza                                 | 137    | 0,55%   | 0       |
| Salvación Nacional                                         | 106    | 0,42%   | 0       |
| Voto en Blanco                                             | 996    | 4,01%   |         |
| Voto nulo                                                  | 1 099  | 4,17%   |         |
| Voto no marcado                                            | 396    | 1,5%    |         |
| Total de votos                                             | 26 319 | 100,00% | 2       |
| Fuente: E-26 Acta del Escrutinio General, Cámara, Amazonas |        |         |         |

     Partidos o movimientos que no superaron el umbral (3 723 votos, 30% del cuociente electoral).

#### Antioquia
| Partido o movimiento político                               | Votos     | %      | Curules |
| ----------------------------------------------------------- | --------- | ------ | ------- |
| Partido Centro Democrático                                  | 424 670   | 21,11% | 5       |
| Partido Conservador                                         | 312 469   | 15,53% | 3       |
| Partido Liberal                                             | 299 634   | 14,89% | 3       |
| Pacto Histórico                                             | 255 372   | 12,69% | 2       |
| Alianza Verde                                               | 190 354   | 9,46%  | 2       |
| Coalición Cambio Radical – MIRA – Colombia Justa Libres     | 136 622   | 6,79%  | 1       |
| Coalición Centro Esperanza                                  | 134 150   | 6,67%  | 1       |
| Partido de la U                                             | 76 849    | 3,82%  | 0       |
| Salvación Nacional                                          | 8 181     | 0,40%  | 0       |
| Comunes                                                     | 6 789     | 0,33%  | 1       |
| Voto en Blanco                                              | 165 936   | 8,25%  |         |
| Voto nulo                                                   | 96 829    |        |         |
| Voto no marcado                                             | 56 906    |        |         |
| Total de votos                                              | 2 164 761 |        | 17      |
| Fuente: E-26 Acta del Escrutinio General, Cámara, Antioquia |           |        |         |

     Partidos o movimientos que no superaron el umbral (63 669 votos, 50% del cuociente electoral).

#### Arauca
| Partido o movimiento político                            | Votos  | %      | Curules |
| -------------------------------------------------------- | ------ | ------ | ------- |
| Partido Liberal                                          | 28 141 | 36,56% | 1       |
| Cambio Radical                                           | 19 681 | 25,57% | 1       |
| Partido Centro Democrático                               | 10 879 | 14,13% | 0       |
| Pacto Histórico                                          | 6 444  | 8,37%  | 0       |
| Coalición MIRA – Colombia Justa Libres                   | 2 921  | 3,79%  | 0       |
| Voto en Blanco                                           | 8 900  | 11,56% |         |
| Voto nulo                                                | 5 004  |        |         |
| Voto no marcado                                          | 2 820  |        |         |
| Total de votos                                           | 84 790 |        | 2       |
| Fuente: E-26 Acta del Escrutinio General, Cámara, Arauca |        |        |         |

     Partidos o movimientos que no superaron el umbral (11 544 votos, 30% del cuociente electoral).

#### Atlántico
| Partido o movimiento político                                       | Votos     | %      | Curules |
| ------------------------------------------------------------------- | --------- | ------ | ------- |
| Cambio Radical                                                      | 309 269   | 32,94% | 3       |
| Partido Liberal                                                     | 199 016   | 21,20% | 2       |
| Pacto Histórico                                                     | 165 550   | 17,63% | 1       |
| Partido Conservador                                                 | 118 243   | 12,59% | 1       |
| Partido de la U                                                     | 39 559    | 4,21%  | 0       |
| Coalición Partido Centro Democrático – MIRA – Colombia Justa Libres | 32 514    | 3,46%  | 0       |
| Coalición Centro Esperanza                                          | 17 039    | 1,81%  | 0       |
| Nuevo Liberalismo                                                   | 8 708     | 0,92%  | 0       |
| Salvación Nacional                                                  | 2 524     | 0,26%  | 0       |
| Comunes                                                             | 1 571     | 0,16%  | 1       |
| Voto en Blanco                                                      | 44 701    | 4,76%  |         |
| Voto nulo                                                           | 39 804    |        |         |
| Voto no marcado                                                     | 26 852    |        |         |
| Total de votos                                                      | 1 005 350 |        | 7       |
| Fuente: E-26 Acta del Escrutinio General, Cámara, Atlántico         |           |        |         |

     Partidos o movimientos que no superaron el umbral (67 049 votos, 50% del cuociente electoral).

#### Bogotá D. C.
| Partido o movimiento político                                 | Votos     | %      | Curules |
| ------------------------------------------------------------- | --------- | ------ | ------- |
| Pacto Histórico                                               | 852 895   | 32,51% | 7       |
| Alianza Verde                                                 | 397 394   | 15,15% | 3       |
| Partido Centro Democrático                                    | 292 882   | 11,16% | 2       |
| Nuevo Liberalismo                                             | 189 814   | 7,23%  | 1       |
| Coalición Centro Esperanza                                    | 167 952   | 6,40%  | 1       |
| Partido Liberal                                               | 142 800   | 5,44%  | 1       |
| Coalición MIRA – Colombia Justa Libres                        | 128 777   | 4,90%  | 1       |
| Cambio Radical                                                | 116 055   | 4,42%  | 1       |
| Coalición Partido Conservador – Partido de la U               | 111 497   | 4,25%  | 1       |
| Salvación Nacional                                            | 10 952    | 0,41%  | 0       |
| Comunes                                                       | 6 886     | 0,26%  | 1       |
| Voto en Blanco                                                | 205 091   | 7,81%  |         |
| Voto nulo                                                     | 75 427    |        |         |
| Voto no marcado                                               | 28 503    |        |         |
| Total de votos                                                | 2 855 702 |        | 18      |
| Fuente: E-26 Acta del Escrutinio General, Cámara, Bogotá D.C. |           |        |         |

     Partidos o movimientos que no superaron el umbral (72 860 votos, 50% del cuociente electoral).

#### Bolívar
| Partido o movimiento político                             | Votos   | %      | Curules |
| --------------------------------------------------------- | ------- | ------ | ------- |
| Partido Conservador                                       | 324 731 | 42,83% | 4       |
| Partido Liberal                                           | 115 452 | 15,22% | 1       |
| Pacto Histórico                                           | 101 652 | 13,40% | 1       |
| Cambio Radical                                            | 66 727  | 8,80%  | 0       |
| Coalición Partido de la U – MIRA – Colombia Justa Libres  | 60 412  | 7,96%  | 0       |
| Partido Centro Democrático                                | 49 480  | 6,52%  | 0       |
| Coalición Centro Esperanza                                | 9 592   | 1,26%  | 0       |
| Salvación Nacional                                        | 1 208   | 0,15%  | 0       |
| Voto en Blanco                                            | 28 888  | 3,81%  |         |
| Voto nulo                                                 | 49 497  |        |         |
| Voto no marcado                                           | 18 715  |        |         |
| Total de votos                                            | 710 902 |        |         |
| Fuente: E-26 Acta del Escrutinio General, Cámara, Bolívar |         |        |         |

     Partidos o movimientos que no superaron el umbral (63 178 votos, 50% del cuociente electoral).

#### Boyacá
| Partido o movimiento político                                  | Votos   | %      | Curules |
| -------------------------------------------------------------- | ------- | ------ | ------- |
| Alianza Verde                                                  | 107 076 | 23,51% | 2       |
| Pacto Histórico                                                | 75 681  | 16,61% | 1       |
| Partido Liberal                                                | 61 840  | 13,57% | 1       |
| Partido Centro Democrático                                     | 60 566  | 13,29% | 1       |
| Partido Conservador                                            | 43 777  | 9,61%  | 1       |
| Cambio Radical                                                 | 39 742  | 8,72%  | 0       |
| Coalición Partido de la U – MIRA – Colombia Justa Libres – ASI | 30 022  | 6,59%  | 0       |
| Nuevo Liberalismo                                              | 6 449   | 1,41%  | 0       |
| Partido Político Dignidad                                      | 1 606   | 0,35%  | 0       |
| Salvación Nacional                                             | 453     | 0,09%  | 0       |
| Voto en Blanco                                                 | 28 190  | 6,19%  |         |
| Voto nulo                                                      | 29 051  |        |         |
| Voto no marcado                                                | 8 817   |        |         |
| Total de votos                                                 | 493 270 |        | 6       |
| Fuente: E-26 Acta del Escrutinio General, Cámara, Boyacá       |         |        |         |

     Partidos o movimientos que no superaron el umbral (37 950 votos, 50% del cuociente electoral).

#### Caldas
| Partido o movimiento político                                                  | Votos   | %      | Curules |
| ------------------------------------------------------------------------------ | ------- | ------ | ------- |
| Gente en Movimiento                                                            | 54 933  | 15,96% | 1       |
| Pacto Histórico y Alianza Verde                                                | 54 346  | 15,79% | 1       |
| Partido Conservador                                                            | 52 957  | 15,38% | 1       |
| Partido Liberal                                                                | 43 800  | 12,72% | 1       |
| Juntos por Caldas (ASI – Partido Político Dignidad – Nuevo Liberalismo – MIRA) | 36 479  | 10,60% | 1       |
| Partido Centro Democrático                                                     | 29 998  | 8,71%  | 0       |
| Coalición Cambio Radical – Colombia Justa Libres                               | 21 368  | 6,20%  | 0       |
| Partido de la U                                                                | 19 167  | 5,57%  | 0       |
| Salvación Nacional                                                             | 847     | 0,24%  | 0       |
| Voto en Blanco                                                                 | 30 212  | 8,77%  |         |
| Voto nulo                                                                      | 28 166  |        |         |
| Voto no marcado                                                                | 10 998  |        |         |
| Total de votos                                                                 | 328 338 |        | 5       |
| Fuente: E-26 Acta del Escrutinio General, Cámara, Caldas                       |         |        |         |

     Partidos o movimientos que no superaron el umbral (34 410 votos, 50% del cuociente electoral).

#### Caquetá
| Partido o movimiento político                             | Votos   | %      | Curules |
| --------------------------------------------------------- | ------- | ------ | ------- |
| Partido Conservador                                       | 40 592  | 36,47% | 1       |
| Partido Liberal                                           | 24 591  | 22,09% | 1       |
| Pacto Histórico y Alianza Verde                           | 19 782  | 17,77% | 0       |
| Coalición Partido de la U – Cambio Radical – MIRA         | 9 549   | 8,57%  | 0       |
| Partido Centro Democrático                                | 7 830   | 7,03%  | 0       |
| Partido Político Dignidad                                 | 1 473   | 1,32%  | 0       |
| Voto en Blanco                                            | 7 477   | 6,71%  |         |
| Voto nulo                                                 | 5 989   |        |         |
| Voto no marcado                                           | 3 126   |        |         |
| Total de votos                                            | 120 409 |        | 2       |
| Fuente: E-26 Acta del Escrutinio General, Cámara, Caquetá |         |        |         |

     Partidos o movimientos que no superaron el umbral (16 694 votos, 30% del cuociente electoral).

#### Casanare
| Partido o movimiento político                              | Votos   | %      | Curules |
| ---------------------------------------------------------- | ------- | ------ | ------- |
| Partido Liberal                                            | 30 366  | 22,16% | 1       |
| Partido Centro Democrático                                 | 29 563  | 21,58% | 1       |
| Cambio Radical                                             | 21 768  | 15,89% | 0       |
| Pacto Histórico y Alianza Verde                            | 19 824  | 14,47% | 0       |
| Nuevo Liberalismo                                          | 19 355  | 14,12% | 0       |
| MIRA                                                       | 3 440   | 2,51%  | 0       |
| Partido Político Dignidad                                  | 1 467   | 1,07%  | 0       |
| Partido Conservador                                        | 1 239   | 0,90%  | 0       |
| Voto en Blanco                                             | 9 960   | 7,27%  |         |
| Voto nulo                                                  | 10 547  |        |         |
| Voto no marcado                                            | 3 651   |        |         |
| Total de votos                                             | 151 180 |        | 2       |
| Fuente: E-26 Acta del Escrutinio General, Cámara, Casanare |         |        |         |

     Partidos o movimientos que no superaron el umbral (22 830 votos, 30% del cuociente electoral).

#### Cauca
| Partido o movimiento político                                    | Votos   | %      | Curules |
| ---------------------------------------------------------------- | ------- | ------ | ------- |
| Pacto Histórico                                                  | 129 003 | 36,08% | 2       |
| Coalición Cambio Radical – MIRA                                  | 84 704  | 23,69% | 1       |
| Partido Liberal                                                  | 59 968  | 16,77% | 1       |
| Partido de la U                                                  | 27 827  | 7,78%  | 0       |
| Coalición Colombia JL – Salvación Nacional – Partido Conservador | 24 162  | 6,75%  | 0       |
| ASI                                                              | 6 183   | 1,72%  | 0       |
| Partido Político Dignidad                                        | 4 214   | 1,17%  | 0       |
| Voto en Blanco                                                   | 21 406  | 5,98%  |         |
| Voto nulo                                                        | 20 532  |        |         |
| Voto no marcado                                                  | 13 431  |        |         |
| Total de votos                                                   | 391 430 |        | 4       |
| Fuente: E-26 Acta del Escrutinio General, Cámara, Cauca          |         |        |         |

     Partidos o movimientos que no superaron el umbral (44 683 votos, 50% del cuociente electoral).

#### Cesar
| Partido o movimiento político                           | Votos   | %      | Curules |
| ------------------------------------------------------- | ------- | ------ | ------- |
| Partido Conservador                                     | 118 465 | 30,97% | 2       |
| Partido de la U                                         | 96 236  | 25,16% | 1       |
| Coalición Partido Liberal – Colombia Justa Libres       | 68 468  | 17,90% | 1       |
| Pacto Histórico                                         | 54 434  | 14,23% | 0       |
| Coalición MIRA – Partido Centro Democrático             | 11 688  | 3,05%  | 0       |
| Alianza Verde                                           | 11 339  | 2,96%  | 0       |
| Coalición Centro Esperanza                              | 4 580   | 1,19%  | 0       |
| Voto en Blanco                                          | 17 219  | 4,50%  |         |
| Voto nulo                                               | 22 768  |        |         |
| Voto no marcado                                         | 9 674   |        |         |
| Total de votos                                          | 414 871 |        | 4       |
| Fuente: E-26 Acta del Escrutinio General, Cámara, Cesar |         |        |         |

     Partidos o movimientos que no superaron el umbral (47 804 votos, 50% del cuociente electoral).

#### Chocó
| Partido o movimiento político                           | Votos   | %      | Curules |
| ------------------------------------------------------- | ------- | ------ | ------- |
| Partido Liberal                                         | 45 825  | 31,64% | 1       |
| Partido de la Unión por la Gente                        | 43 947  | 30,34% | 1       |
| Cambio Radical                                          | 37 632  | 25,98% | 0       |
| Pacto Histórico                                         | 7 331   | 5,06%  | 0       |
| MIRA                                                    | 2 925   | 2,01%  | 0       |
| Partido Centro Democrático                              | 1 931   | 1,33%  | 0       |
| Nuevo Liberalismo                                       | 1 220   | 0,84%  | 0       |
| Voto en Blanco                                          | 4 004   | 2,76%  |         |
| Voto nulo                                               | 11 455  |        |         |
| Voto no marcado                                         | 4 565   |        |         |
| Total de votos                                          | 160 835 |        | 2       |
| Fuente: E-26 Acta del Escrutinio General, Cámara, Chocó |         |        |         |

     Partidos o movimientos que no superaron el umbral (21 722 votos, 30% del cuociente electoral).

#### Consulados
| Circunscripción Internacional                                             | Circunscripción Internacional | Circunscripción Internacional | Circunscripción Internacional |
| Partido                                                                   | Votos                         | %                             | Curules                       |
| ------------------------------------------------------------------------- | ----------------------------- | ----------------------------- | ----------------------------- |
| Pacto Histórico                                                           | 37 220                        | 31,03%                        | 1                             |
| Partido Centro Democrático                                                | 29 917                        | 24,94%                        | 0                             |
| MIRA                                                                      | 12 426                        | 10,36%                        | 0                             |
| Alianza Verde                                                             | 11 463                        | 9,55%                         | 0                             |
| Nuevo Liberalismo                                                         | 7 842                         | 6,53%                         | 0                             |
| Partido Conservador                                                       | 4 154                         | 3,46%                         | 0                             |
| Partido Liberal                                                           | 3 198                         | 2,66%                         | 0                             |
| Partido de la U                                                           | 2 812                         | 2,34%                         | 0                             |
| Fuerza Colombia (Colombia Renaciente – ASI)                               | 2 371                         | 1,97%                         | 0                             |
| Salvación Nacional                                                        | 1 853                         | 1,54%                         | 0                             |
| Voto en Blanco                                                            | 6 682                         | 5,57%                         |                               |
| Voto nulo                                                                 | 935                           |                               |                               |
| Voto no marcado                                                           | 812                           |                               |                               |
| Total de votos                                                            | 121 685                       |                               | 1                             |
| Fuente: E-26 Acta del Escrutinio General, Cámara, Votación en el exterior |                               |                               |                               |

#### Córdoba
| Partido o movimiento político                             | Votos   | %      | Curules |
| --------------------------------------------------------- | ------- | ------ | ------- |
| Partido de la U                                           | 249 439 | 32,74% | 2       |
| Partido Conservador                                       | 240 013 | 31,51% | 2       |
| Partido Liberal                                           | 184 843 | 24,26% | 1       |
| Pacto Histórico                                           | 59 814  | 7,85%  | 0       |
| Coalición MIRA – Colombia Justa Libres                    | 7 951   | 1,04%  | 0       |
| ASI                                                       | 972     | 0,12%  | 0       |
| Voto en Blanco                                            | 18 634  | 2,44%  |         |
| Voto nulo                                                 | 35 719  |        |         |
| Voto no marcado                                           | 16 184  |        |         |
| Total de votos                                            | 813 569 |        | 5       |
| Fuente: E-26 Acta del Escrutinio General, Cámara, Córdoba |         |        |         |

     Partidos o movimientos que no superaron el umbral (76 167 votos, 50% del cuociente electoral).

#### Cundinamarca
| Partido o movimiento político                                  | Votos   | %      | Curules |
| -------------------------------------------------------------- | ------- | ------ | ------- |
| Pacto Histórico                                                | 181 802 | 20,05% | 2       |
| Cambio Radical                                                 | 120 864 | 13,33% | 1       |
| Partido de la U                                                | 119 643 | 13,19% | 1       |
| Alianza Verde                                                  | 83 418  | 9,20%  | 1       |
| Partido Liberal                                                | 83 221  | 9,18%  | 1       |
| Partido Conservador                                            | 79 272  | 8,74%  | 1       |
| Partido Centro Democrático                                     | 66 219  | 7,30%  | 0       |
| Coalición MIRA – Colombia Justa Libres                         | 32 954  | 3,63%  | 0       |
| Nuevo Liberalismo                                              | 26 740  | 2,95%  | 0       |
| Coalición Centro Esperanza                                     | 21 604  | 2,38%  | 0       |
| Salvación Nacional                                             | 4 610   | 0,50%  | 0       |
| Voto en Blanco                                                 | 86 079  | 9,49   |         |
| Voto nulo                                                      | 60 229  |        |         |
| Voto no marcado                                                | 15 098  |        |         |
| Total de votos                                                 | 981 753 |        | 7       |
| Fuente: E-26 Acta del Escrutinio General, Cámara, Cundinamarca |         |        |         |

     Partidos o movimientos que no superaron el umbral (64 745 votos, 50% del cuociente electoral).

#### Guainía
| Partido o movimiento político                             | Votos  | %      | Curules |
| --------------------------------------------------------- | ------ | ------ | ------- |
| Cambio Radical                                            | 6 525  | 36,87% | 1       |
| Partido de la U                                           | 4 830  | 27,29% | 1       |
| Coalición Partido Liberal – ASI                           | 4 018  | 22,70% | 0       |
| Pacto Histórico                                           | 1 309  | 7,39%  | 0       |
| Movimiento Autoridades Indígenas de Colombia              | 629    | 3,55%  | 0       |
| Voto en Blanco                                            | 386    | 2,18%  |         |
| Voto nulo                                                 | 484    |        |         |
| Voto no marcado                                           | 254    |        |         |
| Total de votos                                            | 18 435 |        | 2       |
| Fuente: E-26 Acta del Escrutinio General, Cámara, Guainía |        |        |         |

     Partidos o movimientos que no superaron el umbral (2 655 votos, 30% del cuociente electoral).

#### Guaviare
| Partido o movimiento político                              | Votos  | %      | Curules |
| ---------------------------------------------------------- | ------ | ------ | ------- |
| Partido Conservador                                        | 13 038 | 44,47% | 1       |
| Partido Liberal                                            | 11 886 | 40,54% | 1       |
| Pacto Histórico                                            | 2 210  | 7,53%  | 0       |
| MIRA                                                       | 507    | 1,72%  | 0       |
| Nuevo Liberalismo                                          | 308    | 1,05%  | 0       |
| Voto en Blanco                                             | 1 369  | 4,66%  |         |
| Voto nulo                                                  | 1 685  |        |         |
| Voto no marcado                                            | 677    |        |         |
| Total de votos                                             | 31 680 |        | 2       |
| Fuente: E-26 Acta del Escrutinio General, Cámara, Guaviare |        |        |         |

     Partidos o movimientos que no superaron el umbral (4 398 votos, 30% del cuociente electoral).

#### Huila
| Circunscripción territorial departamental               | Circunscripción territorial departamental | Circunscripción territorial departamental | Circunscripción territorial departamental |
| Partido                                                 | Votos                                     | %                                         | Curules                                   |
| ------------------------------------------------------- | ----------------------------------------- | ----------------------------------------- | ----------------------------------------- |
| Cambio Radical                                          | 99 444                                    | 27,50%                                    | 2                                         |
| Pacto Histórico                                         | 68 879                                    | 19,05%                                    | 1                                         |
| Partido Liberal                                         | 66 099                                    | 18,28%                                    | 1                                         |
| Partido Conservador                                     | 43 570                                    | 12,05%                                    | 0                                         |
| Partido Centro Democrático                              | 33 557                                    | 9,28%                                     | 0                                         |
| MIRA                                                    | 11 240                                    | 3,10%                                     | 0                                         |
| Coalición Centro Esperanza                              | 5 058                                     | 1,39%                                     | 0                                         |
| Nuevo Liberalismo                                       | 4 180                                     | 1,15%                                     | 0                                         |
| Salvación Nacional                                      | 2 484                                     | 0,68%                                     | 0                                         |
| Voto en Blanco                                          | 27 011                                    | 7,47%                                     |                                           |
| Voto nulo                                               | 20 926                                    |                                           |                                           |
| Voto no marcado                                         | 7 670                                     |                                           |                                           |
| Total de votos                                          | 390 118                                   |                                           | 4                                         |
| Fuente: E-26 Acta del Escrutinio General, Cámara, Huila |                                           |                                           |                                           |

     Partidos o movimientos que no superaron el umbral (45 190 votos, 50% del cuociente electoral).

#### La Guajira
| Circunscripción territorial departamental                    | Circunscripción territorial departamental | Circunscripción territorial departamental | Circunscripción territorial departamental |
| Partido                                                      | Votos                                     | %                                         | Curules                                   |
| ------------------------------------------------------------ | ----------------------------------------- | ----------------------------------------- | ----------------------------------------- |
| Partido Conservador                                          | 68 562                                    | 25,37%                                    | 1                                         |
| Colombia Renaciente                                          | 61 227                                    | 22,65%                                    | 1                                         |
| Partido de la U                                              | 56 772                                    | 21,00%                                    | 0                                         |
| Partido Liberal                                              | 52 790                                    | 19,53%                                    | 0                                         |
| Pacto Histórico                                              | 21 128                                    | 7,81%                                     | 0                                         |
| MIRA – Colombia Justa Libres                                 | 3 161                                     | 1,16%                                     | 0                                         |
| Voto en Blanco                                               | 6 578                                     | 2,43%                                     |                                           |
| Voto nulo                                                    | 21 000                                    |                                           |                                           |
| Voto no marcado                                              | 6 370                                     |                                           |                                           |
| Total de votos                                               | 297 588                                   |                                           | 2                                         |
| Fuente: E-26 Acta del Escrutinio General, Cámara, La Guajira |                                           |                                           |                                           |

     Partidos o movimientos que no superaron el umbral (40 533 votos, 30% del cuociente electoral).

#### Magdalena
| Partido o movimiento político                               | Votos   | %      | Curules |
| ----------------------------------------------------------- | ------- | ------ | ------- |
| Partido Centro Democrático                                  | 112 718 | 23,10% | 1       |
| Cambio Radical                                              | 96 638  | 19,80% | 1       |
| Partido Liberal                                             | 86 322  | 17,69% | 1       |
| Fuerza Ciudadana                                            | 71 075  | 14,56% | 1       |
| Partido de la U                                             | 57 336  | 11,75% | 1       |
| Pacto Histórico                                             | 32 963  | 6,75%  | 0       |
| Alianza Verde y Coalición Centro Esperanza                  | 9 447   | 1,93%  | 0       |
| Coalición MIRA – Colombia Justa Libres                      | 6 058   | 1,24%  | 0       |
| Salvación Nacional                                          | 520     | 0,10%  | 0       |
| Voto en Blanco                                              | 14 785  | 3,03%  |         |
| Voto nulo                                                   | 26 170  |        |         |
| Voto no marcado                                             | 10 295  |        |         |
| Total de votos                                              | 524 327 |        | 5       |
| Fuente: E-26 Acta del Escrutinio General, Cámara, Magdalena |         |        |         |

     Partidos o movimientos que no superaron el umbral (48 786 votos, 50% del cuociente electoral).

#### Meta
| Partido o movimiento político                                | Votos   | %      | Curules |
| ------------------------------------------------------------ | ------- | ------ | ------- |
| Pacto Histórico                                              | 82 309  | 25,11% | 1       |
| Cambio Radical                                               | 57 606  | 17,57% | 1       |
| Alianza Verde                                                | 55 712  | 16,99% | 1       |
| Partido Centro Democrático                                   | 50 918  | 15,53% | 0       |
| Coalición Partido Conservador – MIRA – Colombia Justa Libres | 29 947  | 9,13%  | 0       |
| Coalición Centro Esperanza                                   | 9 958   | 3,03%  | 0       |
| Partido de la U                                              | 7 439   | 2,26%  | 0       |
| Voto en Blanco                                               | 33 894  | 10,34  |         |
| Voto nulo                                                    | 22 061  |        |         |
| Voto no marcado                                              | 8 832   |        |         |
| Total de votos                                               | 358 676 |        | 3       |
| Fuente: E-26 Acta del Escrutinio General, Cámara, Meta       |         |        |         |

     Partidos o movimientos que no superaron el umbral (54 631 votos, 50% del cuociente electoral).

#### Nariño
| Partido o movimiento político                            | Votos   | %      | Curules |
| -------------------------------------------------------- | ------- | ------ | ------- |
| Partido Conservador                                      | 152 389 | 28,54% | 2       |
| Pacto Histórico                                          | 133 434 | 24,99% | 1       |
| Cambio Radical                                           | 82 049  | 15,36% | 1       |
| Partido de la U                                          | 72 893  | 13,65% | 1       |
| Partido Liberal                                          | 55 751  | 10,44% | 0       |
| Coalición MIRA – Colombia Justa Libres                   | 8 460   | 1,58%  | 0       |
| Partido Político Dignidad                                | 3 192   | 0,59%  | 0       |
| Voto en Blanco                                           | 25 763  | 4,82%  |         |
| Voto nulo                                                | 29 519  |        |         |
| Voto no marcado                                          | 11 484  |        |         |
| Total de votos                                           | 574 934 |        | 5       |
| Fuente: E-26 Acta del Escrutinio General, Cámara, Nariño |         |        |         |

     Partidos o movimientos que no superaron el umbral (53 393 votos, 50% del cuociente electoral).

#### Norte de Santander
| Partido o movimiento político                                        | Votos   | %      | Curules |
| -------------------------------------------------------------------- | ------- | ------ | ------- |
| Cambio Radical                                                       | 105 848 | 19,21% | 1       |
| Partido Liberal                                                      | 93 274  | 16,93% | 1       |
| Partido de la U                                                      | 91 939  | 16,68% | 1       |
| Partido Conservador                                                  | 76 875  | 13,95% | 1       |
| Partido Centro Democrático                                           | 64 846  | 11.77% | 1       |
| Pacto Histórico                                                      | 36 952  | 6,70%  | 0       |
| Alianza Verde y Coalición Centro Esperanza                           | 22 426  | 4,07%  | 0       |
| Nuevo Liberalismo                                                    | 11 061  | 2,00%  | 0       |
| MIRA                                                                 | 7 612   | 1,38%  | 0       |
| Salvación Nacional                                                   | 733     | 0,13%  | 0       |
| Voto en Blanco                                                       | 39 325  | 7,13%  |         |
| Voto nulo                                                            | 35 959  |        |         |
| Voto no marcado                                                      | 13 198  |        |         |
| Total de votos                                                       | 600 048 |        | 5       |
| Fuente: E-26 Acta del Escrutinio General, Cámara, Norte de Santander |         |        |         |

     Partidos o movimientos que no superaron el umbral (55 089 votos, 50% del cuociente electoral).

#### Putumayo
| Partido o movimiento político                              | Votos  | %      | Curules |
| ---------------------------------------------------------- | ------ | ------ | ------- |
| Pacto Histórico                                            | 34 831 | 39,78% | 1       |
| Partido Liberal                                            | 24 528 | 28,01% | 1       |
| Partido Conservador                                        | 11 542 | 13,18% | 0       |
| Cambio Radical                                             | 7 612  | 8,69%  | 0       |
| Partido Centro Democrático                                 | 2 263  | 2,58%  | 0       |
| MIRA                                                       | 2 122  | 2,42%  | 0       |
| Partido Político Dignidad                                  | 470    | 0,53%  | 0       |
| Voto en Blanco                                             | 4 184  | 4,77%  |         |
| Voto nulo                                                  | 4 272  |        |         |
| Voto no marcado                                            | 2 273  |        |         |
| Total de votos                                             | 94 097 |        | 2       |
| Fuente: E-26 Acta del Escrutinio General, Cámara, Putumayo |        |        |         |

     Partidos o movimientos que no superaron el umbral (13 133 votos, 30% del cuociente electoral).

#### Quindío
| Circunscripción territorial departamental                 | Circunscripción territorial departamental | Circunscripción territorial departamental | Circunscripción territorial departamental |
| Partido                                                   | Votos                                     | %                                         | Curules                                   |
| --------------------------------------------------------- | ----------------------------------------- | ----------------------------------------- | ----------------------------------------- |
| Partido Liberal                                           | 38 133                                    | 19,29%                                    | 2                                         |
| Cambio Radical                                            | 33 907                                    | 17,15%                                    | 1                                         |
| Pacto Histórico                                           | 28 245                                    | 14,29%                                    | 0                                         |
| Partido Centro Democrático                                | 20 586                                    | 10,41%                                    | 0                                         |
| Coalición MIRA – Colombia Justa Libres-Salvación Nacional | 18 165                                    | 9,19%                                     | 0                                         |
| Partido de la U                                           | 12 898                                    | 6,52%                                     | 0                                         |
| Alianza Verde                                             | 10 831                                    | 5,48%                                     | 0                                         |
| Coalición Centro Esperanza                                | 6 749                                     | 3,41%                                     | 0                                         |
| Nuevo Liberalismo                                         | 5 078                                     | 2,56%                                     | 0                                         |
| Voto en Blanco                                            | 23 044                                    | 11,65%                                    |                                           |
| Voto nulo                                                 | 14 199                                    |                                           |                                           |
| Voto no marcado                                           | 5 781                                     |                                           |                                           |
| Total de votos                                            | 217 616                                   |                                           | 3                                         |
| Fuente: E-26 Acta del Escrutinio General, Cámara, Quindío |                                           |                                           |                                           |

     Partidos o movimientos que no superaron el umbral (32 939 votos, 50% del cuociente electoral).

#### Risaralda
| Circunscripción territorial departamental                   | Circunscripción territorial departamental | Circunscripción territorial departamental | Circunscripción territorial departamental |
| Partido                                                     | Votos                                     | %                                         | Curules                                   |
| ----------------------------------------------------------- | ----------------------------------------- | ----------------------------------------- | ----------------------------------------- |
| Partido Liberal                                             | 81 901                                    | 24,12%                                    | 2                                         |
| Alternativos (Alianza Verde – Polo Democrático Alternativo) | 60 527                                    | 17,82%                                    | 2                                         |
| Partido Conservador                                         | 40 708                                    | 11,99%                                    | 0                                         |
| Coalición MIRA – Colombia Justa Libres                      | 34 062                                    | 10,03%                                    | 0                                         |
| Partido de la U                                             | 30 785                                    | 9,06%                                     | 0                                         |
| Colombia Humana                                             | 29 845                                    | 8,79%                                     | 0                                         |
| Partido Centro Democrático                                  | 28 833                                    | 8,49%                                     | 0                                         |
| Partido Político Dignidad                                   | 2 856                                     | 0,84%                                     | 0                                         |
| Voto en Blanco                                              | 29 961                                    | 8,82%                                     |                                           |
| Voto nulo                                                   | 22 339                                    |                                           |                                           |
| Voto no marcado                                             | 11 245                                    |                                           |                                           |
| Total de votos                                              | 373 062                                   |                                           | 4                                         |
| Fuente: E-26 Acta del Escrutinio General, Cámara, Risaralda |                                           |                                           |                                           |

     Partidos o movimientos que no superaron el umbral (42 435 votos, 50% del cuociente electoral).

#### San Andrés y Providencia
| Circunscripción territorial departamental                                  | Circunscripción territorial departamental | Circunscripción territorial departamental | Circunscripción territorial departamental |
| Partido                                                                    | Votos                                     | %                                         | Curules                                   |
| -------------------------------------------------------------------------- | ----------------------------------------- | ----------------------------------------- | ----------------------------------------- |
| Partido Liberal                                                            | 8 234                                     | 34,35%                                    | 1                                         |
| Cambio Radical                                                             | 6 725                                     | 28,05%                                    | 1                                         |
| Coalición Partido de la U – Colombia Justa Libres                          | 6 612                                     | 27,58%                                    | 0                                         |
| Partido Centro Democrático                                                 | 385                                       | 1,60%                                     | 0                                         |
| MIRA                                                                       | 323                                       | 1,34%                                     | 0                                         |
| Colombia Renaciente                                                        | 90                                        | 0,37%                                     | 0                                         |
| Voto en Blanco                                                             | 1 600                                     | 6,67%                                     |                                           |
| Voto nulo                                                                  | 803                                       |                                           |                                           |
| Voto no marcado                                                            | 593                                       |                                           |                                           |
| Total de votos                                                             | 25 365                                    |                                           | 2                                         |
| Fuente: E-26 Acta del Escrutinio General, Cámara, San Andrés y Providencia |                                           |                                           |                                           |

     Partidos o movimientos que no superaron el umbral (3 595 votos, 30% del cuociente electoral).

#### Santander
| Circunscripción territorial departamental                                 | Circunscripción territorial departamental | Circunscripción territorial departamental | Circunscripción territorial departamental |
| Partido                                                                   | Votos                                     | %                                         | Curules                                   |
| ------------------------------------------------------------------------- | ----------------------------------------- | ----------------------------------------- | ----------------------------------------- |
| G.S.C Liga de Gobernantes Anticorrupción                                  | 172 342                                   | 21,28%                                    | 2                                         |
| Partido Conservador                                                       | 127 356                                   | 15,73%                                    | 1                                         |
| Partido Liberal                                                           | 121 552                                   | 15,01%                                    | 1                                         |
| Partido Centro Democrático                                                | 101 491                                   | 12,53%                                    | 1                                         |
| Alianza Verde                                                             | 97 703                                    | 12,06%                                    | 1                                         |
| Pacto Histórico                                                           | 77 069                                    | 9,52%                                     | 1                                         |
| Coalición Cambio Radical – MIRA – Colombia Justa Libres – Partido de la U | 34 743                                    | 4,29%                                     | 0                                         |
| Coalición Centro Esperanza                                                | 31 514                                    | 3,89%                                     | 0                                         |
| Comunes                                                                   | 3 351                                     | 0,41%                                     | 1                                         |
| Salvación Nacional                                                        | 951                                       | 0,11%                                     | 0                                         |
| Voto en Blanco                                                            | 41 475                                    | 5,12%                                     |                                           |
| Voto nulo                                                                 | 38 189                                    |                                           |                                           |
| Voto no marcado                                                           | 12 571                                    |                                           |                                           |
| Total de votos                                                            | 860 307                                   |                                           | 7                                         |
| Fuente: E-26 Acta del Escrutinio General, Cámara, Risaralda               |                                           |                                           |                                           |

     Partidos o movimientos que no superaron el umbral (42 435 votos, 50% del cuociente electoral).

#### Sucre
| Partido o movimiento político                              | Votos   | %      | Curules |
| ---------------------------------------------------------- | ------- | ------ | ------- |
| Partido de la U                                            | 113 835 | 26,45% | 1       |
| Coalición Partido Conservador – Partido Centro Democrático | 99 138  | 23,03% | 1       |
| Partido Liberal                                            | 91 290  | 21,21% | 1       |
| Cambio Radical                                             | 67 249  | 15,62% | 0       |
| Pacto Histórico                                            | 40 454  | 9,40%  | 0       |
| ASI                                                        | 2 726   | 0,63%  | 0       |
| MIRA                                                       | 1 887   | 0,43%  | 0       |
| Nuevo Liberalismo                                          | 1 516   | 0,35%  | 0       |
| Partido Político Dignidad                                  | 1 153   | 0,26%  | 0       |
| Voto en Blanco                                             | 11 075  | 2,57%  |         |
| Voto nulo                                                  | 23 804  |        |         |
| Voto no marcado                                            | 10 562  |        |         |
| Total de votos                                             | 464 689 |        | 3       |
| Fuente: E-26 Acta del Escrutinio General, Cámara, Sucre    |         |        |         |

     Partidos o movimientos que no superaron el umbral (71 721 votos, 50% del cuociente electoral).

#### Tolima
| Circunscripción territorial departamental                | Circunscripción territorial departamental | Circunscripción territorial departamental | Circunscripción territorial departamental |
| Partido                                                  | Votos                                     | %                                         | Curules                                   |
| -------------------------------------------------------- | ----------------------------------------- | ----------------------------------------- | ----------------------------------------- |
| Partido Conservador                                      | 139 266                                   | 30,49%                                    | 3                                         |
| Pacto Histórico y Alianza Verde                          | 75 090                                    | 16,44%                                    | 1                                         |
| Partido Centro Democrático                               | 55 805                                    | 12,22%                                    | 1                                         |
| Partido Liberal                                          | 50 976                                    | 11,16%                                    | 1                                         |
| Partido de la U                                          | 42 997                                    | 9,41%                                     | 0                                         |
| Coalición Cambio Radical – Colombia Justa Libres         | 37 306                                    | 8,16%                                     | 0                                         |
| MIRA                                                     | 14 429                                    | 3,15%                                     | 0                                         |
| Coalición Centro Esperanza                               | 7 432                                     | 1,62%                                     | 0                                         |
| ASI                                                      | 2 884                                     | 0,63%                                     | 0                                         |
| Salvación Nacional                                       | 982                                       | 0,21%                                     | 0                                         |
| Voto en Blanco                                           | 29 485                                    | 6,45%                                     |                                           |
| Voto nulo                                                | 34 557                                    |                                           |                                           |
| Voto no marcado                                          | 11 481                                    |                                           |                                           |
| Total de votos                                           | 502 690                                   |                                           | 6                                         |
| Fuente: E-26 Acta del Escrutinio General, Cámara, Tolima |                                           |                                           |                                           |

     Partidos o movimientos que no superaron el umbral (38 054 votos, 50% del cuociente electoral).

#### Valle del Cauca
| Circunscripción territorial departamental                         | Circunscripción territorial departamental | Circunscripción territorial departamental | Circunscripción territorial departamental |
| Partido                                                           | Votos                                     | %                                         | Curules                                   |
| ----------------------------------------------------------------- | ----------------------------------------- | ----------------------------------------- | ----------------------------------------- |
| Pacto Histórico                                                   | 412 667                                   | 28,00%                                    | 5                                         |
| Partido de la U                                                   | 254 511                                   | 17,27%                                    | 3                                         |
| Partido Liberal                                                   | 213 019                                   | 14,45%                                    | 2                                         |
| Alianza Verde                                                     | 128 546                                   | 8,72%                                     | 1                                         |
| Partido Centro Democrático                                        | 123 623                                   | 8,38%                                     | 1                                         |
| Cambio Radical                                                    | 98 527                                    | 6,68%                                     | 1                                         |
| Coalición MIRA – Colombia Justa Libres                            | 64 273                                    | 4,36%                                     | 0                                         |
| Partido Conservador                                               | 57 622                                    | 3,91%                                     | 0                                         |
| Coalición Centro Esperanza                                        | 29 784                                    | 2,02%                                     | 0                                         |
| El Cambio Soy Yo Movimiento Digital                               | 6 234                                     | 0,42%                                     | 0                                         |
| Salvación Nacional                                                | 3 572                                     | 0,24%                                     | 0                                         |
| Comunes                                                           | 2 826                                     | 0,19%                                     | 1                                         |
| Voto en Blanco                                                    | 78 426                                    | 5,32%                                     |                                           |
| Voto nulo                                                         | 64 837                                    |                                           |                                           |
| Voto no marcado                                                   | 25 411                                    |                                           |                                           |
| Total de votos                                                    | 1 563 888                                 |                                           | 13                                        |
| Fuente: E-26 Acta del Escrutinio General, Cámara, Valle del Cauca |                                           |                                           |                                           |

     Partidos o movimientos que no superaron el umbral (56 678 votos, 50% del cuociente electoral).

#### Vaupés
| Circunscripción territorial departamental                | Circunscripción territorial departamental | Circunscripción territorial departamental | Circunscripción territorial departamental |
| Partido                                                  | Votos                                     | %                                         | Curules                                   |
| -------------------------------------------------------- | ----------------------------------------- | ----------------------------------------- | ----------------------------------------- |
| Partido de la U                                          | 6 689                                     | 54,57%                                    | 1                                         |
| Partido Centro Democrático                               | 2 366                                     | 19,30%                                    | 1                                         |
| Partido Liberal                                          | 1 513                                     | 12,34%                                    | 0                                         |
| Cambio Radical                                           | 1 482                                     | 12,09%                                    | 0                                         |
| Voto en Blanco                                           | 207                                       | 1,68%                                     |                                           |
| Voto nulo                                                | 472                                       |                                           |                                           |
| Voto no marcado                                          | 151                                       |                                           |                                           |
| Total de votos                                           | 12 880                                    |                                           | 2                                         |
| Fuente: E-26 Acta del Escrutinio General, Cámara, Vaupés |                                           |                                           |                                           |

     Partidos o movimientos que no superaron el umbral (1 839 votos, 30% del cuociente electoral).

#### Vichada
| Circunscripción territorial departamental                 | Circunscripción territorial departamental | Circunscripción territorial departamental | Circunscripción territorial departamental |
| Partido                                                   | Votos                                     | %                                         | Curules                                   |
| --------------------------------------------------------- | ----------------------------------------- | ----------------------------------------- | ----------------------------------------- |
| Partido de la U                                           | 6 424                                     | 26,52%                                    | 1                                         |
| Cambio Radical                                            | 6 136                                     | 25,33%                                    | 1                                         |
| Partido Liberal                                           | 5 954                                     | 24,58%                                    | 0                                         |
| Partido Centro Democrático                                | 3 687                                     | 15,22%                                    | 0                                         |
| Colombia Renaciente                                       | 1 173                                     | 4,84%                                     | 0                                         |
| Pacto Histórico                                           | 268                                       | 1,10%                                     | 0                                         |
| Colombia Justa Libres                                     | 41                                        | 0,16%                                     | 0                                         |
| Voto en Blanco                                            | 537                                       | 2,21%                                     |                                           |
| Voto nulo                                                 | 1 152                                     |                                           |                                           |
| Voto no marcado                                           | 469                                       |                                           |                                           |
| Total de votos                                            | 25 841                                    |                                           | 2                                         |
| Fuente: E-26 Acta del Escrutinio General, Cámara, Vichada |                                           |                                           |                                           |

     Partidos o movimientos que no superaron el umbral (3 633 votos, 30% del cuociente electoral).

## Encuestas
| Intención de voto    | Intención de voto    | Intención de voto | Intención de voto | Intención de voto | Intención de voto | Intención de voto | Intención de voto | Intención de voto | Intención de voto | Intención de voto | Intención de voto | Intención de voto | Intención de voto | Intención de voto | Intención de voto | Intención de voto | Intención de voto | Intención de voto | Intención de voto |
| Fecha                | Firma encuestadora   | PH                | CR                | L                 | CD                | C                 | U                 | AV-CCE            | MIRA-CJL          | NL                | GN                | FC                | MUM               | COMUNES           | MSN               | MEL               | En blanco         | Ninguno           | NS/NR             |
| -------------------- | -------------------- | ----------------- | ----------------- | ----------------- | ----------------- | ----------------- | ----------------- | ----------------- | ----------------- | ----------------- | ----------------- | ----------------- | ----------------- | ----------------- | ----------------- | ----------------- | ----------------- | ----------------- | ----------------- |
| 2 de febrero de 2022 | CNC                  | 13%               | 12%               | 10%               | 7%                | 7%                | 6%                | 4%                | 4%                | 2%                | 1%                | 1%                | -                 | -                 | -                 | -                 | 11%               | 9%                | 13%               |
| 6 de marzo de 2022   | Guarumo-EcoAnalítica | 10,8%             | 11,2%             | 14,2%             | 12,2%             | 15,3%             | 6,5%              | 6,5%              | 3,6%              | 2,1%              | 0,1%              | 0,5%              | 0,2%              | 0,2%              | 0,2%              | 0,1%              | 7,2%              | -                 | 9,1%              |
| 12 de marzo de 2022  | AtlasIntel           | 27,7%             | 6,5%              | 5,4%              | 14%               | 3,9%              | 3,3%              | 10,1%             | 3,9%              | 2,1%              | -                 | 2,2%              | -                 | 0,3%              | 1,3%              | 0,7%              | -                 | 6.6%              | 10,3%             |